# Hypnotica (film)
Hypnotica (Doctor Sleep, conosciuto negli Stati Uniti come Close Your Eyes e in tutto il mondo con il titolo Hypnotic) è un film del 2002 diretto da Nick Willing.

## Trama
Mentre sta curando una poliziotta, l'ipnoterapeuta Michael Strother ha la visione telepatica di una ragazzina che galleggia sulla superficie di un fiume. Vittima scampata di un serial killer, la bambina è diventata muta e Michael viene chiamato da Scotland Yard per svelare i segreti che custodisce in modo da poter catturare un uomo che crede di aver scoperto la chiave per l'immortalità.

## Riconoscimenti
- Sweden Fantastic Film Festival 2002 - Grand Prize of European Fantasy Film in Silver a Nick Willing
- Paris Film Festival 2004 - Best Actor a Goran Visnjic
- Paris Film Festival 2004 - Best Score a Simon Boswell
- Paris Film Festival 2004 - Grand Prix a Nick Willing
- Valenciennes International Festival of Action and Adventure Films 2004 - Best Director a Nick Willing